# Масакри у Новској
Масакри у Новској 1991. године била су два случаја масовног убиства српских цивила у граду Новска у Хрватској, током рата у Хрватској.

## Позадина
Године 1990, након изборног пораза владе Социјалистичке Републике Хрватске од стране Хрватске демократске заједнице (ХДЗ), погоршале су се етничке тензије између Хрвата и Срба. Самозвана Република Српска Крајина (РСК) прогласила је намеру да се отцепи од Хрватске и припоји Републици Србији, док је Влада Републике Хрватске то прогласила побуном. У јуну 1991. Хрватска је прогласила независност од Југославије. Тензије су на крају избиле у рат пуног размера, који је трајао до 1995. године.
Новска је град који се налази у крајњој западној Славонији, између Кутине и Нове Градишке. Према попису становништва из 1991. године, општина Новска је имала 24.696 становника од којих су 5.402 (21,87%) били Срби. До септембра 1991. град је био на првој линији фронта и ту су биле стациониране хрватске снаге.

## Злочини
У касним вечерњим сатима 21. новембра 1991. хрватске снаге су упале у кућу Михајла Шеатовића и одвеле га у суседну кућу где су била заточена још три српска цивила: Мишо и Сајка Рашковић и Љубан Вујић. Њих четворо су потом мучили и убили. Жртве су избодене ножевима, осакаћени су им делови тела, згњечени зглобови и кости, а потом су изрешетани мецима из аутоматских пушака. Према документацији која је састављена наредног дана, тела Михајла Шеатовића, Мише Рашковића и Љубана Вујића пронађена су у дневном боравку у доњем делу куће са преврнутим столицама поред столова. Тело Сајке Рашковић пронађено је голо на кревету на првом спрату са индикацијама да је вероватно била силована.
Дана 18. децембра 1991. године, хрватске снаге су ушле у кућу Петра Милеуснића и стрељале га заједно са супругом Вером и ћеркама Горанком и Блаженком Слабак. Три жене су умрле док је Петар био рањен, али је успео да преживи.

## Суђења

### Случај Шеатовић
Хрватски војни тужилац је 1992. године подигао оптужницу против двојице војника Хрватске војске, Дубравка Лесковара и Дамира Виде Рагужа, за масакр у кући Шеатовића. Иако су оптужбе биле за убиство, а не за ратни злочин против цивилног становништва. У новембру 1992. године, загребачки војни суд их је пустио на слободу по закону о амнестији којим су оправдани хрватски починиоци злочина. 2006. године, Марица Шеатовић, удовица преминулог Михајла, која је само две године раније сазнала за судбину свог супруга, безуспешно је тражила одштету од општинског суда. Породице убијених контактирале су невладине и међународне организације које су помогле да се оптуженом суди. Рагуж је 16. априла 2010. године првостепеном пресудом проглашен кривим за ратни злочин и осуђен на 20 година затвора, док је други оптужени Жељко Шкледар ослобођен оптужби. Пресуда је по жалби укинута и наложено поновно суђење; обојица су ослобођени у марту 2013. године.

### Случај Милеуснић
Против Жељка Белине, Дејана Милића, Ивана Гргића и Здравка Плесеца, бивших припадника Прве гардијске бригаде Хрватске војске под именом Тигрови 2010. године покренут је поступак за злочин у кући Петра Милеуснића. Осумњичени су убрзо пуштени на слободу уз образложење Жупанијског суда у Сиску да је реч о пресуђеној ствари. Међутим, Врховни суд је укинуо одлуку о Белини и Милићу, које је 2013. године Жупанијски суд у Загребу осудио на 10, односно 9 година затвора.